# Renáta Štrbíková
Renáta Štrbíková (Havířov, 6 augustus 1979) is een Tsjechische professioneel tafeltennisser. Zij speelt rechtshandig met de shakehandgreep.
Zij vertegenwoordigde haar land op de Olympische Zomerspelen 2004, waar ze geen medailles won.

## Belangrijkste resultaten
- Goud in de gemengd dubbel op de Europese kampioenschappen 2013 met Antonin Gavlas.
- Brons met het team op de Europese kampioenschappen 2009.
- Brons met het team op de Europese kampioenschappen 2013.